# Нуйкін Віталій Олексійович

Віталій Олексійович Нуйкін (рос. Виталий Алексеевич Нуйкин) (1939—1998) — радянський розвідник-нелегал, полковник Служби зовнішньої розвідки Російської Федерації.

## Біографія
Народився 5 квітня 1939 року в селі Моховське Парфеновського району Алтайського краю в родині службовців.
У 1960 році закінчив факультет міжнародних відносин Московського державного інституту міжнародних відносин.
З 1960 року в особливому резерві — Управлінні «С» (нелегальна розвідка) першого головного управління (ПГУ, зовнішня розвідка) Комітету державної безпеки (КДБ) при Раді Міністрів СРСР — КДБ СРСР — Службі зовнішньої розвідки Російської Федерації (СЗР Росії). Англійської жаргонної мови Нуйкіна індивідуально навчав легендарний розвідник Конон Молодий, а данської — Олег Гордієвський.
За кордоном Нуйкін здобув інженерну освіту, став авторитетним фахівцем у галузі техніки. У різних країнах світу відкрив кілька фірм, одна з яких рентабельно існує і донині.
Разом з дружиною Людмилою до 1986 року Віталій Нуйкін працював у більш ніж 18 країнах світу. Згідно з офіційною довідкою СВР РФ, опублікованою в січні 2020 року, «розвідники-нелегали працювали в державах з суворим адміністративно-поліцейським режимом в умовах, пов'язаних з ризиком для життя». За даними Російської служби Бі-Бі-Сі, подружжя Нуйкіних удавало з себе уродженців франкомовних країн, основна їх діяльність відбувалася у Франції, а також в Африці та Південно-Східній Азії.
Вони спеціалізувалися переважно на промисловій розвідці. Зокрема, в 1960-х роках Нуйкіни викрали на Заході технологію, що дозволяє виробляти бури для буріння нафто- і газоносних свердловин, завдяки якій різко підвищувався їхній запас міцності, і використання бурів стало можливо протягом 3—4 діб, в той час як бури радянського виробництва при бурінні свердловин виходили з ладу через 3—4 години експлуатації. Оволодіння інноваційною на ті часи технологією збільшення життєвого циклу бурів дало змогу підвищити продуктивність на радянських нафто- і газородовищах в кілька разів. Це принесло Радянському Союзу прибуток, що багаторазово окуповував витрати на утримання за кордоном десятків нелегальних розвідників.
У Франції в 1970-ті роки Нуйкіни змогли зареєструвати фірму і викрасти військово-промислові секрети для радянського ракетно-космічного комплексу. Подружжя також збирало інформацію про військово-політичну обстановку в Західній Європі. 
Згідно з офіціозом СЗР, «Віталій Нуйкін організував агентурний апарат, через можливості якого на регулярній основі здобував особливо цінну інформацію щодо стратегічних аспектів політики провідних країн Заходу і науково-технічної проблематики». «Кілька разів виносили <з роботи> великі сумки з приладами. Перші комп'ютери ми дістали», згадувала в 2020 році про переправлені в СРСР «трофеї» подружньої пари розвідників дружина Віталія Людмила.
Після розголошення у Великій Британії втікачем полковником ПГУ КДБ СРСР Олегом Гордієвським інформації про радянських агентів, Віталій Нуйкін, щоб уникнути арешту, мусив кілька днів ховатися в порту в трюмі радянського судна, пришвартованого біля причалу. Російська служба Бі-Бі-Сі згадувала, що по шляху в СРСР Нуйкін ледь не потонув при сильному штормі, однак корабель зміг благополучно дістатися до порту призначення. Його дружина повернулася в СРСР трохи раніше. Після повернення подружжя Нуйкін продовжили працювати в Центрі. У відставці з 1993 року.
У 1997 році ексрозвідник переніс інфаркт, лікарі змогли продовжити йому життя тільки на рік. Віталій Нуйкін раптово помер у лютому 1998 року.
У подружжя Нуйкін двоє синів — Юрій та Андрій (Андре), двоє онуків і дві внучки. Син Юрій Віталійович Нуйкін — полковник. Син Андрій Віталійович Нуйкін (нар. 5 грудня 1976) закінчив Військовий інститут урядового зв'язку — станом на 2020 рік, начальник відділу забезпечення безпеки інформаційних систем глобальної гірничо-металургійної компанії Evraz.
До січня 2020 року ім'я Віталія Нуйкін було засекречено. У 2018 році про роботу чоловіка в нелегальній розвідці й спільне з ним добування іноземних військових і технічних розробок Людмила Нуйкін, не називаючи імені чоловіка, детально і з безліччю цікавих подробиць розповіла в інтерв'ю РИА Новости і ведучому телепрограми каналу Росія-1 Сергію Брильову
28 січня 2020 року директор СЗР Росії С.Є. Наришкін на прес-конференції в МІА «Росія сьогодні» назвав імена російських розвідників-нелегалів, які зробили своєю роботою вагомий внесок в забезпечення безпеки країни і захист її інтересів. Серед названих був і Віталій Нуйкін. Дані про приналежність подружжя Нуйкін Людмили Іванівни до нелегальної розвідки були офіційно оголошені СВР у вересні 2017 года.

## Сім'я
Дружина — Нуйкіна Людмила Іванівна (нар.1936) — російський розвідник-нелегал, полковник Служби зовнішньої розвідки у відставці.

## Нагороди та звання
- Орден Жовтневої Революції;
- Орден Червоного Прапора (06.06.1984);
- Медалі СРСР і Російської Федерації;
- Нагрудний знак «За службу в розвідці».